# Adalar
Az Adalar (Herceg-szigetek, törökül: Prens Adaları) Isztambul egyik kerülete (szemt), a Márvány-tengeren található szigetcsoport. Kilenc tagból áll, ezekből öt lakott. A négy legnagyobb szigetet (Büyükada, Heybeliada, Burgazada, Kınalıada) rendszeres hajójárat köti össze Kabataş, Kadıköy és Bostancı kikötőivel. A szigetcsoport veszélyeztetett természeti érték, mert szakértők szerint egy esetleges földrengés következtében megsüllyednének, s csupán a csúcsuk látszódna ki a vízből. Az Adalar kerület mindezek ellenére arról is nevezetes, hogy itt a legmagasabbak az isztambuli ingatlanárak.

## A szigetcsoport tagjai

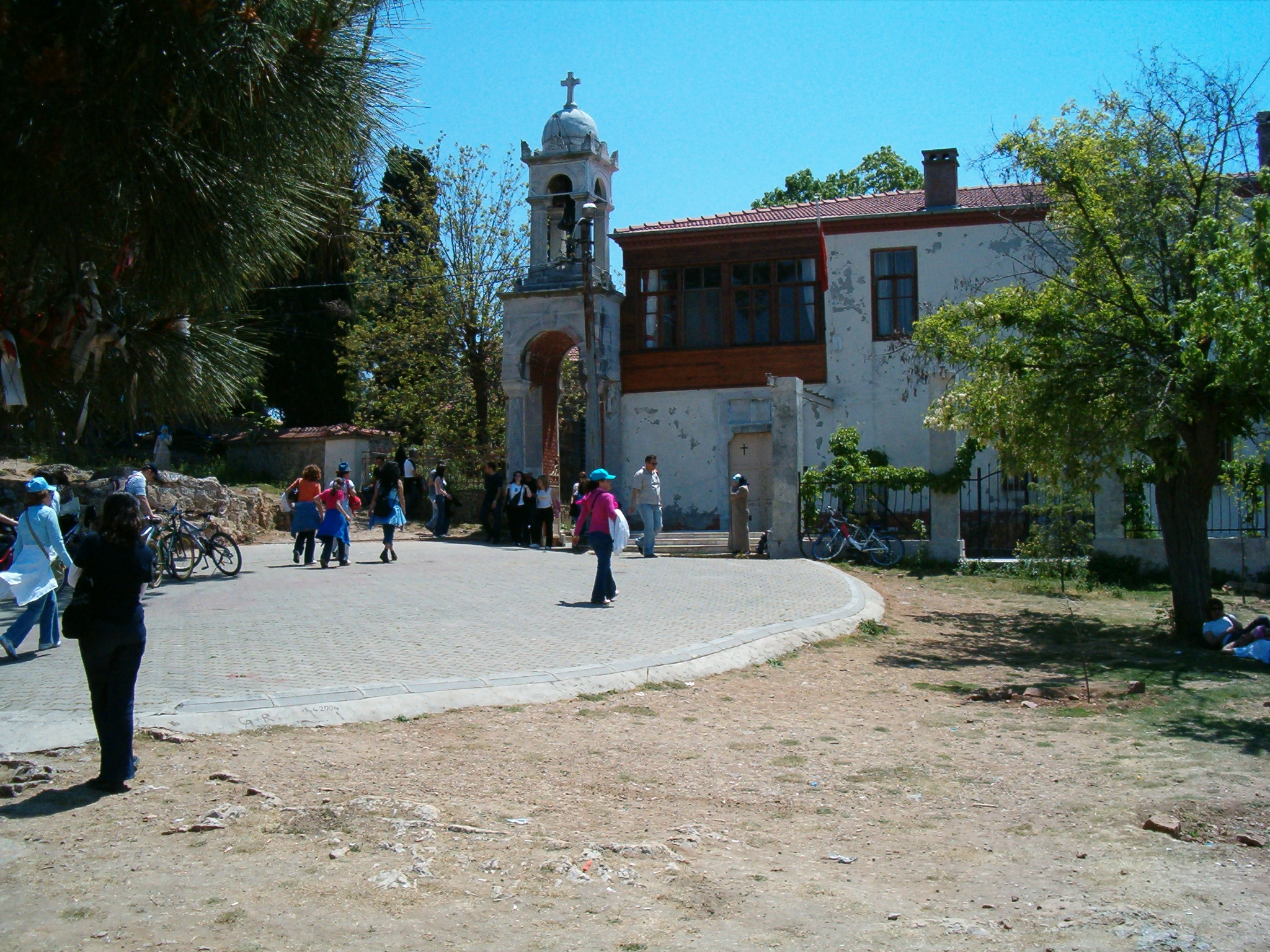
Az Aja Jorgi kolostor Büyükadán

A 16 km² kiterjedésű Herceg-szigeteket a következő szigetek alkotják: Büyükada, Heybeliada, Burgazada, Kınalıada, Sedefadası, Sivriada, Yassıada, Kaşık Adası és Tavşan Adası. A szigetcsoportnak 14 072 lakója van, s ezzel Isztambul legkisebb lakosságszámú kerülete.

## Turizmus
A Herceg-szigetek legfőbb bevételi forrása a turizmus, a festői környezet és a homokos strandok miatt. A szigetek régies hangulatát őrzi az a döntés is, miszerint nem lehet itt gépjárművel közlekedni. Büyükada legismertebb műemléke a görög Aja Jorgi kolostor. Heybeliada érdekes látnivalója a kikötő mellett található Tengerészeti Gimnázium.

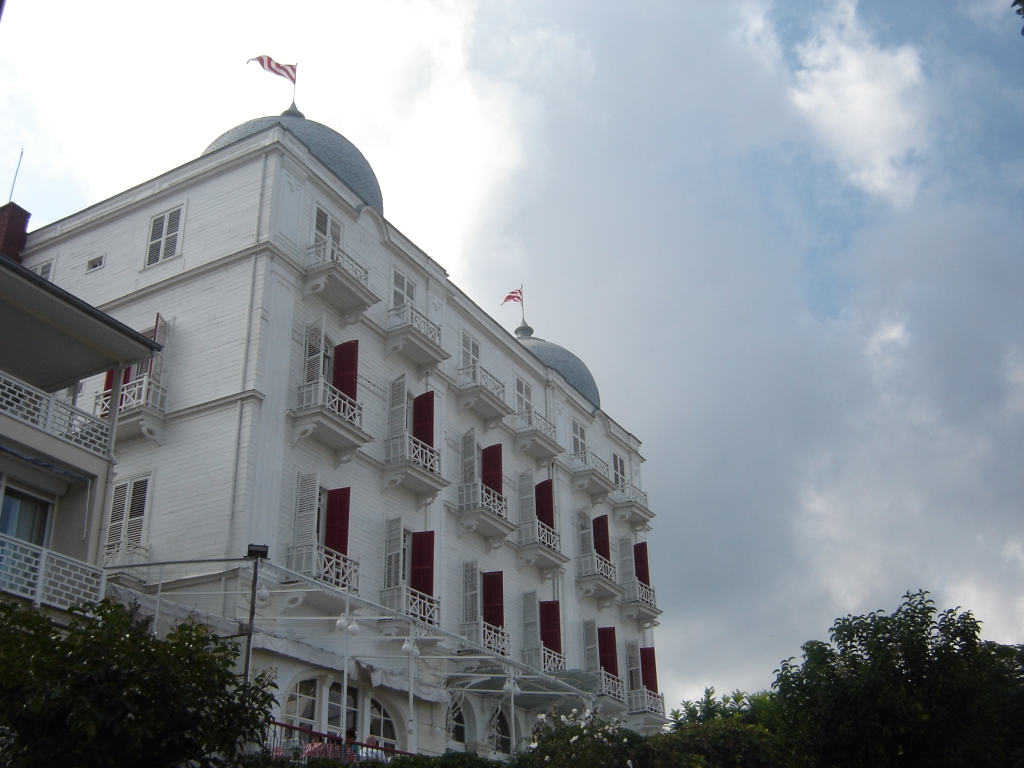
A Splendid Hotel Büyükadán

## Kulturális élete
Minden évben júliusban rendezik meg a szigetek zenei fesztiválját.

## A szigetekhez kötődnek
- Lev Trockij, orosz politikus
- Reşat Nuri Güntekin, író
- Ruhi Ayengil, népzenész